# Bedlam (videogioco 1988)
Bedlam è un videogioco pubblicato nel 1988 per Amstrad CPC, Commodore 64, MS-DOS e ZX Spectrum 128k dalla Go!, un'etichetta appartenente alla U.S. Gold.
È uno sparatutto a scorrimento verticale spaziale, tipico del suo genere e spesso considerato privo di originalità. Solo su Commodore 64 e ZX Spectrum ha la particolarità di offrire alcune sequenze bonus in stile flipper.

## Modalità di gioco
Bedlam è uno sparatutto bidimensionale con visuale dall'alto e scorrimento costante verso l'alto. Il giocatore pilota un'astronave che può spostarsi in tutte le otto direzioni e sparare doppi raggi laser verso l'alto.
Sono supportati anche due giocatori in simultanea: in questo caso le due astronavi non possono spararsi a vicenda, ma possono urtarsi e quindi spingersi e intralciarsi, per cui il gioco non è necessariamente cooperativo.
I livelli corrispondono a 16 stazioni spaziali nemiche sorvolate dall'astronave, più un livello speciale nello spazio aperto. Le stazioni sono formate da più piattaforme, collegate o meno, fluttuanti su uno sfondo stellare. Nelle versioni DOS e Amstrad CPC, che hanno un design tra loro simile, le stazioni sono molto più diradate nello spazio, formate da piccoli elementi quadrati che ospitano ciascuno una singola struttura.
Solo nella versione ZX Spectrum i livelli comprendono 15 stazioni spaziali e 10 paesaggi lunari; in questi ultimi le piattaforme sono naturali e rocciose e ospitano creature animalesche.
I nemici comuni sono navicelle di diversi tipi, che arrivano in formazioni con particolari schemi di movimento. Le navicelle non sparano mai, ma distruggono l'astronave del giocatore in caso di scontro.
Sulla superficie delle stazioni si incontrano cannoni che sparano, in direzioni fisse o girevoli. Si devono evitare anche proiettili speciali (su Commodore 64 e ZX Spectrum hanno forma di occhi) che inseguono direttamente l'astronave del giocatore.
Sulle superfici sono presenti strutture in rilievo che non attaccano, ma costituiscono ostacoli per l'astronave, spesso distruttibili. Alcune, come campi di forza, radar e gli stessi cannoni, sono letali se urtati; altre strutture piramidali fanno solo rimbalzare l'astronave.
Ogni quattro livelli si affronta un boss sotto forma di una grossa astronave.
In caso di perdita di una vita si ricomincia il livello da capo; se si gioca in due occorre anche aspettare che l'altro giocatore sia distrutto o termini il livello da solo.
Quando si distrugge completamente una formazione di navicelle senza lasciarne scappare nessuna, o quando si distrugge un boss, oltre a un bonus di punteggio si riceve un power-up di invulnerabilità temporanea.
Altri potenziamenti si possono raccogliere dopo aver distrutto determinate strutture di superficie: invulnerabilità temporanea, vita extra, smart bomb (solo su C64 e Spectrum), potenziamento del laser (solo su Spectrum), teletrasporto a un livello bonus (solo su C64 e Spectrum).
I livelli bonus, assenti su Amstrad CPC e MS-DOS, sono quattro e sono minigiochi ispirati al flipper.
- Su Commodore 64 si tratta sempre di pilotare l'astronave a scorrimento verticale, ma lo scenario diventa un flipper gigante, con respingenti e bonus ottenibili sparandogli. In certi punti è possibile lanciare la pallina del flipper, che permette di fare molto più punteggio finché non si perde in basso. Il giocatore può respingere la pallina sparandole, inoltre ci sono varie alette lungo il percorso, controllate con lo stesso pulsante di fuoco. La pallina costituisce anche l'unico pericolo che può distruggere l'astronave se la urta. In caso di distruzione si ritorna all'inizio del livello normale, se invece si completa il percorso si passa direttamente al livello successivo.
- Su ZX Spectrum il minigioco è un flipper vero e proprio, a schermata fissa. Il giocatore controlla le due alette come in un normale simulatore di flipper.